# Lunin mrk
Lúnin mŕk nastane, ko so Sonce, Luna in Zemlja poravnani v ravni navidezni premici in je Zemlja na sredini. Ko se to zgodi, se  svetloba od Lune ne more odbijati, saj je v senci Zemlje. Sicer polna luna postane temna, del Sončeve svetlobe pa zaradi loma le-te v Zemljini atmosferi Luno vseeno doseže. Večina modre svetlobe se zaradi kisika in ozona v ozračju razprši in ostanejo v glavnem odtenki rdeče barve v katerih posledično sveti Luna. Pri tem je odtenek barve Lune odvisen od trenutnih lastnosti zemeljske atmosfere, dejavnosti Sonca ter razdalje med Zemljo in Luno.
Do delnega ali polsenčnega Luninega mrka pride, ko Luna zaide v Zemljino polsenco in se sence sploh ne dotakne. Sij Lune se le malo zmanjša in zato mrka neizkušen opazovalec sploh ne more opaziti.
Lunin mrk se večinoma pojavi dvakrat letno.
Za seznam luninih mrkov glej § Pretekli in prihodnji lunini mrki.

## Stiki
Časi popolnih luninih mrkov so določeni s stiki:
P1 (prvi stik): Začetek polsenčnega mrka. Zemljina polsenca se dotakne Luninega zunanjega roba.
U1 (drugi stik): Začetek delnega mrka. Zemljina senca se dotakne Luninega zunanjega roba.
U2 (tretji stik): Začetek popolnega mrka. Lunina površina je cela znotraj Zemljine sence.
Maksimum mrka: Vrhunec popolnega mrka. Luna je najbližje središču Zemljine sence.
U3 (četrti stik): Konec popolnega mrka. Lunin zunanji rob zapusti Zemljino senco.
U4 (peti stik): Konec delnega mrka. Zemljina senca zapusti Lunino površino.
P4 (šesti stik): Konec polsenčnega mrka. Zemljina polsenca se preneha dotikati Lune.

## Danjonova lestvica
Sledečo lestvico (Danjonovo lestvico) je predlagal André Danjon za ocenjevanje skupne temine luninih mrkov:
L = 0: Zelo temen mrk. Luna skoraj nevidna, še posebej na vrhuncu popolnosti.
L = 1: Temen mrk, rjavkasta ali siva luna. Detajli se razločijo le stežka.
L = 2: Temno rdeč ali rjavkast mrk. Zelo temna središča senca, zunanji rob sence je dokaj svetel.
L = 3: Opečnato rdeč mrk. Senca ima običajno svetel ali rumen rob.
L = 4: Zelo svetel bakrenast mrk. Senca je modrikasta in ima zelo svetel rob.

## Pojavljanje
Na leto se zgodita najmanj dva in največ pet luninih mrkov. Popolni mrki so nekoliko redkejši. Če sta znana datum in čas mrka, se lahko napove sledeče mrke z uporabo ciklov mrkov, kot je recimo saroški cikel.

### Pretekli in prihodnji Lunini mrki
Mrki se zgodijo le v obdobju mrkov, ko se Sonce giblje blizu vozlov lunine tirnice.
| Lunini mrki 2006–2009                                              | Lunini mrki 2006–2009 | Lunini mrki 2006–2009 | Lunini mrki 2006–2009 | Lunini mrki 2006–2009 | Lunini mrki 2006–2009 | Lunini mrki 2006–2009 | Lunini mrki 2006–2009 | Lunini mrki 2006–2009 |
| ------------------------------------------------------------------ | --------------------- | --------------------- | --------------------- | --------------------- | --------------------- | --------------------- | --------------------- | --------------------- |
| Padni vozel                                                        | Padni vozel           | Padni vozel           | Padni vozel           |                       | Dvižni vozel          | Dvižni vozel          | Dvižni vozel          | Dvižni vozel          |
| Saros # fotografija                                                | Datum                 | Vrsta                 | Gama                  | Saros # fotografija   | Datum                 | Vrsta                 | Gama                  |                       |
| 113 · Slika:Penumbral lunar eclipse 2006 March 14 Warrenton VA.jpg | 14. mar 2006          | polsenčni             | 1,0211                | 118                   | 7. sep 2006           | delni                 | -0,9262               |                       |
| 123                                                                | 3. mar 2007           | popolni               | 0,3175                | 128                   | 28. avg 2007          | popolni               | -0,2146               |                       |
| 133                                                                | 21. feb 2008          | popolni               | -0,3992               | 138                   | 16. avg 2008          | delni                 | 0,5646                |                       |
| 143                                                                | 9. feb 2009           | polsenčni             | -1,0640               | 148                   | 6. avg 2009           | polsenčni             | 1,3572                |                       |
|                                                                    |                       |                       |                       |                       |                       |                       |                       |                       |
| Prejšnje obdobje                                                   | 24. apr 2005          | 24. apr 2005          | 24. apr 2005          | Prejšnje obdobje      | 17. okt 2005          | 17. okt 2005          | 17. okt 2005          |                       |
|                                                                    |                       |                       |                       |                       |                       |                       |                       |                       |
| Naslednje obdobje                                                  | 31. dec 2009          | 31. dec 2009          | 31. dec 2009          | Naslednje obdobje     | 7. jul 2009           | 7. jul 2009           | 7. jul 2009           |                       |

| Lunini mrki 2009–2013 | Lunini mrki 2009–2013 | Lunini mrki 2009–2013 | Lunini mrki 2009–2013 | Lunini mrki 2009–2013 | Lunini mrki 2009–2013 | Lunini mrki 2009–2013 | Lunini mrki 2009–2013 | Lunini mrki 2009–2013 |
| Dvižni vozel          | Dvižni vozel          | Dvižni vozel          | Dvižni vozel          |                       | Padni vozel           | Padni vozel           | Padni vozel           | Padni vozel           |
| Saros # Fotografija   | Datum                 | Vrsta                 | Gama                  | Saros # Fotografija   | Datum                 | Vrsta                 | Gama                  |                       |
| --------------------- | --------------------- | --------------------- | --------------------- | --------------------- | --------------------- | --------------------- | --------------------- | --------------------- |
| 110                   | 7. 7. 2009            | polsenčni             | -1,4916               | 115                   | 31. 12. 2009          | delni                 | 0,9766                |                       |
| 120                   | 26. 6. 2010           | delni                 | -0,7091               | 125                   | 21. 12. 2010          | popolni               | 0,3214                |                       |
| 130                   | 15. 6. 2011           | popolni               | 0,0897                | 135                   | 10. 12. 2011          | popolni               | -0,3882               |                       |
| 140                   | 4. 6. 2012            | delni                 | 0,8248                | 145                   | 28. 11. 2012          | polsenčni             | -1,0869               |                       |
| 150                   | 25. 5. 2013           | polsenčni             | 1,5351                |                       |                       |                       |                       |                       |
|                       |                       |                       |                       |                       |                       |                       |                       |                       |
| Prejšnje obdobje      | 6. 8. 2009            | 6. 8. 2009            | 6. 8. 2009            | Prejšnje obdobje      | 9. 2. 2009            | 9. 2. 2009            | 9. 2. 2009            |                       |
|                       |                       |                       |                       |                       |                       |                       |                       |                       |
| Naslednje obdobje     | 25. 4. 2013           | 25. 4. 2013           | 25. 4. 2013           | Naslednje obdobje     | 18. 10. 2013          | 18. 10. 2013          | 18. 10. 2013          |                       |

| Lunini mrki 2013–2016 | Lunini mrki 2013–2016 | Lunini mrki 2013–2016 | Lunini mrki 2013–2016 | Lunini mrki 2013–2016 | Lunini mrki 2013–2016 | Lunini mrki 2013–2016 | Lunini mrki 2013–2016 | Lunini mrki 2013–2016 |
| --------------------- | --------------------- | --------------------- | --------------------- | --------------------- | --------------------- | --------------------- | --------------------- | --------------------- |
| Dvižni vozel          | Dvižni vozel          | Dvižni vozel          | Dvižni vozel          |                       | Padni vozel           | Padni vozel           | Padni vozel           | Padni vozel           |
| Saros                 | Datum                 | Vrsta                 | Gama                  | Saros                 | Datum                 | Vrsta                 | Gama                  |                       |
| 112                   | 15. 4. 2013           | Delni                 | -1,0121               | 117                   | 18. 10. 2013          | Polsenčni             | 1,1508                |                       |
| 122                   | 15. 4. 2014           | Popolni               | -0,3017               | 127                   | 8. 10. 2014           | Popolni               | 0,3827                |                       |
| 132                   | 4. 4. 2015            | Popolni               | 0,4460                | 137                   | 28. 9. 2015           | Popolni               | -0,3296               |                       |
| 142                   | 23. 3. 2016           | Polsenčni             | 1,1592                | 147                   | 16. 9. 2016           | Polsenčni             | -1,0549               |                       |
|                       |                       |                       |                       |                       |                       |                       |                       |                       |
| Prejšnje obdobje      | 25. 5. 2013           | 25. 5. 2013           | 25. 5. 2013           | Prejšnje obdobje      | 28. 11. 2012          | 28. 11. 2012          | 28. 11. 2012          |                       |
|                       |                       |                       |                       |                       |                       |                       |                       |                       |
| Naslednje obdobje     | 11. 2. 2017           | 11. 2. 2017           | 11. 2. 2017           | Naslednje obdobje     | 18. 8. 2016           | 18. 8. 2016           | 18. 8. 2016           |                       |

| Lunini mrki 2016–2020 | Lunini mrki 2016–2020 | Lunini mrki 2016–2020 | Lunini mrki 2016–2020 | Lunini mrki 2016–2020 | Lunini mrki 2016–2020 | Lunini mrki 2016–2020 | Lunini mrki 2016–2020 | Lunini mrki 2016–2020 |
| --------------------- | --------------------- | --------------------- | --------------------- | --------------------- | --------------------- | --------------------- | --------------------- | --------------------- |
| Padni vozel           | Padni vozel           | Padni vozel           | Padni vozel           |                       | Dvižni vozel          | Dvižni vozel          | Dvižni vozel          | Dvižni vozel          |
| Saros                 | Datum                 | Prikaz                | Gama                  | Saros                 | Datum                 | Prikaz                | Gama                  |                       |
| 109                   | 18. avg 2016          | Polsenčni             | 1,5641                | 114                   | 11. feb 2017          | Polsenčni             | -1,0255               |                       |
| 119                   | 7. avg 2017           | Delni                 | 0,8669                | 124                   | 31. januarja 2018     | Popolni               | -0.3014               |                       |
| 129                   | 27. jul 2018          | Popolni               | 0,1168                | 134                   | 21. jan 2019          | Popolni               | 0,3684                |                       |
| 139                   | 16. jul 2019          | Delni                 | -0,6430               | 144                   | 10. jan 2020          | Polsenčni             | 1,2406                |                       |
| 149                   | 5. julij 2020         | Polsenčni             | -1,3639               |                       |                       |                       |                       |                       |
|                       |                       |                       |                       |                       |                       |                       |                       |                       |
| Zadnja serija         | 16. sep 2016          | 16. sep 2016          | 16. sep 2016          | Zadnja serija         | 23. mar 2016          | 23. mar 2016          | 23. mar 2016          |                       |
|                       |                       |                       |                       |                       |                       |                       |                       |                       |
| Naslednja serija      | 5. jun 2020           | 5. jun 2020           | 5. jun 2020           | Naslednja serija      | 30. nov 2020          | 30. nov 2020          | 30. nov 2020          |                       |

| Lunini mrki 2020-2023 | Lunini mrki 2020-2023 | Lunini mrki 2020-2023 | Lunini mrki 2020-2023 | Lunini mrki 2020-2023 | Lunini mrki 2020-2023 | Lunini mrki 2020-2023 | Lunini mrki 2020-2023 | Lunini mrki 2020-2023 |
| --------------------- | --------------------- | --------------------- | --------------------- | --------------------- | --------------------- | --------------------- | --------------------- | --------------------- |
| Padni vozel           | Padni vozel           | Padni vozel           | Padni vozel           |                       | Dvižni vozel          | Dvižni vozel          | Dvižni vozel          | Dvižni vozel          |
| Saros                 | Datum                 | Prikaz                | Gama                  | Saros                 | Datum                 | Prikaz                | Gama                  |                       |
| 111                   | 5. jun 2020           | Polsenčni             | 1,24063               | 116                   | 30. nov 2020          | Polsenčni             | -1,13094              |                       |
| 121                   | 26. maj 2021          | Popolni               | 0,47741               | 126                   | 19. nov 2021          | Delni                 | -0,45525              |                       |
| 131                   | 16. maj 2022          | Popolni               | -0,25324              | 136                   | 8. nov 2022           | Popolni               | 0,25703               |                       |
| 141                   | 5. maj 2023           | Polsenčni             | -1,03495              | 146                   | 28. okt 2023          | Delni                 | 0,94716               |                       |
|                       |                       |                       |                       |                       |                       |                       |                       |                       |
| Zadnja serija         | 10. jan 2020          | 10. jan 2020          | 10. jan 2020          | Zadnja serija         | 5. jul 2020           | 5. jul 2020           | 5. jul 2020           |                       |
|                       |                       |                       |                       |                       |                       |                       |                       |                       |
| Naslednja serija      | 18. sep 2024          | 18. sep 2024          | 18. sep 2024          | Naslednja serija      | 25. mar 2024          | 25. mar 2024          | 25. mar 2024          |                       |